# Et rigtigt bondeliv
Et rigtigt bondeliv er en dansk dokumentarfilm fra 1994, der er instrueret af Jørgen Vestergaard efter manuskript af Gunnar Iversen.

## Handling
Filmen om bondeliv 1940-1990 er blevet til på initiativ af gårdejer Oluf B. Jakobsen og en kreds af vestjyske landmænd. Og netop deres film er det. Loyalt og intenst indfanger instruktøren de gamle bønders beretninger fra dengang, der var rigtige bønder og et rigtigt bondeliv til. Og sproget er ægte uforfalsket jysk. Gamle sort/hvide dokumentarfilm danner sammen med rekonstruerede scener stemninger af en svunden tid.